# Zvonko Lerotić
Zvonko Lerotić (Vrbanja, 17. listopada 1938.), hrvatski politolog i sociolog.
Diplomirao na Filozofskom fakultetu u Zagrebu, magistrirao i doktorirao na Fakultetu političkih znanosti Sveučilišta u Zagrebu 1976. godine na temu "Suvremene teorije o društvu i izgradnji nacije". Zaposlen na FPZG-u od 1968. na kojemu predaje kolegije "Politička sociologija" i "Sociologija" gdje radi do umirovljenja 2006. godine. Član je udruženja IPSA i Hrvatskog politološkog društva. Nositelj je projekta "Demokratska i nacionalna hrvatska politika". Bio je član SDSH.[nedostaje izvor]

## Značajniji radovi
- "Nacija", 1997. (knjiga),
- "Načela federalizma višenacionalne države", 1984. (knjiga),
- "Postdaytonska Hrvatska",
- "Politički i duhovni pluralizam u svijetu",
- "Crkva u svijetu".